# HD 154345
HD 154345 (HIP 83389 / GJ 651 / SAO 46452) es una estrella en la constelación de Hércules de magnitud aparente +6,74. En 2007 se anunció el descubrimiento de un planeta extrasolar en órbita alrededor de esta estrella.
HD 154345 es una enana amarilla de tipo espectral G8V que se encuentra a 59 años luz del sistema solar. Algo más fría que el Sol, tiene una temperatura de 5468 K y presenta un contenido metálico relativamente bajo en comparación al del Sol ([Fe/H] = -0,15), por lo que en el diagrama de Hertzsprung-Russell se sitúa justo debajo de la secuencia principal.
Su radio corresponde al 94% del radio solar y rota lentamente con una velocidad de rotación de 1,21 km/s.
Tiene una masa de 0,88 masas solares y se cree que es una estrella antigua con una edad superior a 2000 millones de años.
Su nivel de actividad magnética varía de forma sinusoidal con un período de unos 9 años.

## Sistema planetario
El planeta extrasolar descubierto, HD 154345 b, tiene una masa igual al 95% de la masa de Júpiter, por lo que puede ser muy parecido a este.
Se mueve en una órbita a 4,19 UA de la estrella, siendo su período orbital de aproximadamente 9 años.
El vasto espacio interior, aparentemente vacío, entre HD 154345 y su planeta, constituye un objetivo principal en la búsqueda de planetas terrestres en la zona de habitabilidad alrededor de esta estrella análoga al Sol.
| Acompañante (En orden desde la estrella) | Masa (MJ)    | Período orbital (días) | Semieje mayor (UA) | Excentricidad |
| ---------------------------------------- | ------------ | ---------------------- | ------------------ | ------------- |
| HD 154345 b                              | 0,947 ± 0,09 | 3340 ± 95              | 4,19 ± 0,26        | 0,044 ± 0,046 |